# Aglaopus ignefissa
Aglaopus ignefissa är en fjärilsart som beskrevs av W. Warren 1907. Aglaopus ignefissa ingår i släktet Aglaopus och familjen Thyrididae. Inga underarter finns listade i Catalogue of Life.